# Steenbecque
Steenbecque – miejscowość i gmina we Francji, w regionie Hauts-de-France, w departamencie Nord.
Według danych na rok 1999 gminę zamieszkiwały 1612 osoby, a gęstość zaludnienia wynosiła 135 osób/km² (wśród 1549 gmin regionu Nord-Pas-de-Calais Steenbecque plasuje się na 433. miejscu pod względem liczby ludności, natomiast pod względem powierzchni na miejscu 223.).